# Coelotes striatilamnis
Coelotes striatilamnis är en spindelart som beskrevs av S. V. Ovtchinnikov 200. Coelotes striatilamnis ingår i släktet Coelotes och familjen mörkerspindlar. Utöver nominatformen finns också underarten C. s. ketmenensis.